# Neocuatrecasia
Neocabreria, rod glavočika iz podtribusa Liatrinae, dio tribusa Eupatorieae.

## Opis
Neocuatrecasia uključuje vrste s istočnih andskih padina Perua i Bolivije. Ima dlakavi oblik baze stila. Brojne vrste imaju razrezane listove. Rod Neocuatrecasia opisali su King i Robinson 1970. godine na temelju četiriju vrsta s istočnih padina Anda u Peruu i Boliviji koje su imale površinsku sličnost s malim članovima rasprostranjenog roda Ageratina Spach.
Neocuatrecasia se može razlikovati od Ageratine po dlakama na dnu stila. Ovaj karakter, zajedno s ukrašenim staničnom stjenkom ovratnika prašnika i obično bazama ahenija, svrstava rod daleko od Ageratina i u podpleme Gyptidinae (King & Robinson, 1987). Peta vrsta je prenesena i četiri dodatne vrste opisane su sljedećih godina (King & Robinson, 1972, 1974, 1986. 1988), ali ključ nije dat od 1972. kada je bilo samo šest poznatih vrsta u rodu. Budući da su se nove 'zbirke roda često pokazale kao nove vrste, pretpostavlja se da još mnoge vrste tek treba otkriti. Opisane još tri nove vrste, a dan je i ključ za 12 vrsta koje su sada poznate u ovom peruanskom i bolivijskom rodu.

## Vrste
1. Neocuatrecasia cuzcoensis R.M.King & H.Rob.
2. Neocuatrecasia dispar (B.L.Rob.) R.M.King & H.Rob.
3. Neocuatrecasia epapposa D.J.N.Hind
4. Neocuatrecasia feuereri R.M.King & H.Rob.
5. Neocuatrecasia hirtella R.M.King & H.Rob.
6. Neocuatrecasia lobata (B.L.Rob.) R.M.King & H.Rob.
7. Neocuatrecasia mancoana (B.L.Rob.) R.M.King & H.Rob.
8. Neocuatrecasia sandiensis H.Rob.
9. Neocuatrecasia sessilifolia R.M.King & H.Rob.
10. Neocuatrecasia thymifolia (Britton) R.M.King & H.Rob.
11. Neocuatrecasia tysonii H.Rob.
12. Neocuatrecasia weddellii (B.L.Rob.) R.M.King & H.Rob.
13. Neocuatrecasia yungasensis H.Rob.

## Sinonimi
Nema.